# Ostorhinchus fasciatus
Ostorhinchus fasciatus (White, 1790) è un pesce osseo marino appartenente alla famiglia Apogonidae.. 

## Distribuzione e habitat
L'areale di O. fasciatus comprende il mar Rosso, il golfo Persico e l'Indo-Pacifico dalle coste est africane al Giappone meridionale e alle coste australiane a sud sino a Sydney. In seguito alla migrazione lessepsiana è penetrato nel mar Mediterraneo orientale a partire dal 2009 ed ha avuto una rapidissima espansione diventando molto comune sulle coste da Israele alla Turchia meridionale.
Durante il giorno vive nascosto negli anfratti dei fondali duri sia rocciosi che corallini o fra le alghe. Di notte si sposta in acque libere su fondali sabbiosi o fangosi per alimentarsi.
La distribuzione batimetrica va da 2 a 128 metri di profondità, comunemente si trova tra 15 e 30 metri.

## Descrizione
O. fasciatus ha corpo ovale leggermente compresso ai lati, specie nella regione ventrale. Gli occhi sono grandi e la bocca è inserita obliquamente ed è ampia raggiungendo la verticale della pupilla. Il preopercolo è seghettato. Le pinne dorsali sono due, separate da uno spazio: la prima ha 8 raggi spinosi di cui il primo è molto breve e il terzo il più lungo, la seconda ha un raggio spiniforme e il resto molli. La pinna anale è simmetrica alla seconda dorsale. La pinna caudale è biloba. La colorazione di fondo va da rosa opaco a pallido che sfuma a bianco nella zona ventrale posteriore. Sul corpo vi sono due strisce nere longitudinali relativamente spesse, la prima va dalla parte superiore dell'occhio alla parte superiore del peduncolo caudale, la seconda parte dalla punta del muso, attraversa l'occhio e decorre dritta fino al centro della pinna caudale. Possono essere presenti una o due striature accessorie incomplete e meno vistose al di sotto della stria mediana. Le pinne sono da incolori a tenuemente rosate, possono essere presenti punti neri sull'anale e la seconda dorsale soprattutto negli individui di maggiori dimensioni.
La taglia massima nota è di 12,6 centimetri, la taglia media è attorno ai 7 cm.

## Biologia

### Comportamento
Notturno. I giovanili sono spesso associati ad anemoni di mare.

### Alimentazione
Si nutre di invertebrati, soprattutto crostacei decapodi e misidacei sia planctonici che bentonici. Può predare anche stadi giovanili di pesci.

### Riproduzione
Le uova sono incubate nella bocca del maschio.

## Pesca
Viene catturato, talvolta in gran numero, con le reti a strascico ma non ha alcun valore commerciale o alimentare.

## Conservazione
La lista rossa IUCN non valuta questa specie.